# Arniocera elata
Arniocera elata är en fjärilsart som beskrevs av Jordan 1915. Arniocera elata ingår i släktet Arniocera och familjen Thyrididae. Inga underarter finns listade i Catalogue of Life.